# Yauhen Zharnasek
Yauhen Zharnasek –en bielorruso, Яўген Жарнасек; en ruso, Евгений Жерносек, Yevgueni Zhernosek– (Lépiel, URSS, 9 de agosto de 1987) es un deportista bielorruso que compitió en halterofilia. Ganó una medalla de bronce en el Campeonato Europeo de Halterofilia de 2011, en la categoría de +105 kg.

## Palmarés internacional
| Campeonato Europeo | Campeonato Europeo | Campeonato Europeo | Campeonato Europeo |
| Año                | Lugar              | Medalla            | Categoría          |
| ------------------ | ------------------ | ------------------ | ------------------ |
| 2011               | Kazán (Rusia)      | Medalla de bronce  | +105 kg            |